# Инструктаж (Остаться в живых)
«Инструкта́ж» (англ. Orientation) — 3-я серия второго сезона американского телесериала «Остаться в живых». Центральным персонажем в третий раз за сериал становится Джон Локк.

## Сюжет

### Воспоминания
Локк посещает занятия групповой психотерапии, где одна из пациенток сетует на свою мать, укравшую у неё 30 долларов. Локк смеётся над её рассказом. Когда ведущий группы спрашивает его о причине такого поведения, Локк объясняет, что 30 долларов не повод для обиды, и рассказывает о предательстве, совершённом его отцом.
По окончании занятия к нему подходит Хелен (Кэти Сагал), которая флиртует с Локком, и благодарит его за то, что он высказал то, что она всегда хотела сама сказать.
Далее Хелен просыпается и видит, что Локк одевается, объясняя свои действия тем, что ему некомфортно спать в чужой постели. Тем же утром он на своей машине подъехал к воротам имения своего отца (Кевин Тай). Его отец открывает дверь машины и садится в неё, заявив, что он знает о том, что Локк следит за ним и что он хочет положить этому конец. В конце разговора отец говорит Локку: «Не возвращайся, тебя здесь не ждут». Однако Локк не прекратил своё занятие. Во время ужина, посвящённого полугодовщине взаимоотношений, Хелен преподносит Локку подарок — ключ от её дома, при условии, что он перестанет ездить к дому отца. Локк даёт слово, но не сдерживает его.
Он снова едет к отцу. Хелен приезжает к нему, ссорится с Локком, бросает ключи от его машины через забор. Между ними происходит диалог. Джон боится расстаться с прошлым, так как не знает, что ждёт его впереди, тогда Хелен предлагает пройти этот путь вместе. Локк соглашается.

### События
Развернувшееся в подземном бункере противостояние между Джеком, Десмондом и Локком предоставило Кейт возможность проникнуть через систему воздушной вентиляции в оружейную комнату, где она обнаружила большое количество разнообразного стрелкового оружия. Она подкрадывается сзади к Десмонду и прекращает это противостояние, ударив его по затылку прикладом ружья. Во время падения Десмонд случайно производит выстрел из своего оружия, и пуля попадает в компьютер бункера, серьёзно повредив его при этом. Когда расстроенный Десмонд заявляет, что все умрут, если компьютер не будет восстановлен, Кейт говорит, что Саид разбирается в компьютерах, и Локк отправляет её за ним.
По настоянию Джека Десмонд объясняет, что тремя годами ранее он участвовал в одиночной кругосветной гонке на яхтах, и его судно потерпело крушение на рифах, окружающих Остров. Его самого вытащил на берег мужчина, назвавшийся Кельвином, который впоследствии попросил помочь ему в выполнении своей задачи на Острове: вводить числа в компьютер бункера и нажимать кнопку «Выполнить» каждые 108 минут. Десмонд объясняет, что если не нажать на кнопку вовремя, то наступит конец света. Из-за недостатка времени для пояснения деталей, Десмонд предлагает Джеку и Локку посмотреть киноролик, который находился за книгой «Поворот винта». Фильм начинается ознакомлением зрителей с подземным бункером, названным Станцией 3, «Лебедь», о чём свидетельствовал логотип, которым было помечено практически всё внутри сооружения. Далее учёный, представившись как доктор Марвин Кендл, описывает проект под названием DHARMA Initiative, основанный научно-исследовательской группой и поддержанный фондом Хансо. Фильм заканчивается объяснением того, что из-за инцидента, произошедшего на Острове, работники станции должны вводить код в компьютер каждые 108 минут на протяжении 540 дней, после чего прибудет замена. Джек и Локк по-разному воспринимают увиденное. Джек полагает, что всё это не более чем психологический эксперимент, а Локк считает, что всё нужно воспринимать серьёзно.
Вскоре после произошедшего Десмонд пытается включить компьютер, однако происходит короткое замыкание и пропадает электропитание на всей станции. Десмонд начинает паниковать, собирать свои вещи, среди которых еда, лекарство, которое он вводил себе (мы также можем заметить книгу «Третий полицейский» Фленн О’Брайен и книгу с крестом на обложке, предположительно Библия), и в спешке покидает бункер. Джек следует за ним по пятам, оставив Локка наедине с поломанным компьютером. Локк испытывает эмоциональный срыв, однако Кейт, Саид и Хёрли прибывают на помощь. Не интересуясь деталями ситуации, Саид приказывает Кейт и Хёрли восстановить электропитание, пока он ремонтирует компьютер. Снаружи, Джек догоняет Десмонда, держа его на прицеле пистолета. Десмонд говорит Джеку код, но того он не интересует. Вместо этого Джек спрашивает, куда это Десмонд бежит, и вопросы Джека освежили в памяти Десмонда воспоминания об их предыдущей встрече. Когда Десмонд спросил Джека о его пациентке, тот остолбенел, затем ответил, что был женат на ней. Десмонд по его реакции понял, что они расстались. Джек опускает пистолет и начинает плакать, а Десмонд оставляет его со словами «увидимся в следующей жизни, братец».
Саид успешно восстанавливает работоспособность компьютера бункера, и даёт Локку ввести Числа. Когда Хёрли их слышит, то он начинает умолять Локка не использовать эти числа, но перестаёт протестовать, когда видит, что Локк ошибся при вводе. Когда тот собирается нажать клавишу «Выполнить», появляется Джек и говорит Локку правильный ряд Чисел. Локк предлагает Джеку нажать клавишу выполнения, но тот отказывается. Под звуки тревоги двое снова вступили в противоборство — Локк спрашивает Джека, почему ему так сложно поверить, а Джек отвечает вопросом на вопрос, почему Локку всё кажется таким простым? Но в итоге Джек всё-таки нажимает на кнопку.
А в это время Майкла, Сойера и Джина незнакомцы бросают в яму с решёткой наверху. Вскоре к ним бросают девушку. Мы её видели во флешбеке Джека в последней серии первого сезона. Она летела на их самолёте, но в хвосте. Она сказала, что единственная из него, кто выжила. Её зовут Ана-Люсия. Сойер говорит, что когда к ним в следующий раз придёт большой негр, он его застрелит из пистолета. Но Ана-Люсия выхватывает у него пистолет и целится в Сойера и остальных. Она говорит негру, что выходит, и он кидает ей лиану. Она поднялась с пистолетом Сойера.

## Интересные факты
Название серии «Orientation» относится к названию обучающего фильма DHARMA Initiative, который просматривают Джон и Джек.